# Jan van Marnix
Jan van Marnix (* 1537/1538 Brüssel; † 13. März 1567 Oosterweel) war Herr von Toulouse.
Er war ein Bruder von Philips van Marnix und Mitglied der Edelen, die die Petition an Margarete von Parma verfasst hatten. Er fiel bei der Schlacht von Oosterweel, dem Auftakt des Achtzigjährigen Kriegs.